# FTPS
FTPS(FTP Secure, FTP-SSL, FTPES, S-FTP)는 일반적으로 쓰이는 파일 전송 프로토콜(FTP)의 확장으로, 기존의 FTP에 전송 계층 보안(TLS)과 보안 소켓 계층(SSL) 암호화 프로토콜에 대한 지원이 추가되었다.
FTPS는 SSH 파일 전송 프로토콜(SFTP)나 파일 전송 프로토콜(Secure FTP)와는 다르다.

## 배경
파일 전송 프로토콜은 1971년 아파넷이라는 과학 연구 네트워크에 사용할 목적으로 초안이 작성되었다. 당시 아파넷의 접근이 소수의 군사 지역과 대학교, 프로토콜 내의 데이터 보안 및 개인 정보 요구 없이 운영이 가능한 조그마한 사용자 커뮤니티에 국한되었다.
1994년 인터넷 브라우저 회사 넷스케이프는 애플리케이션 계층 래퍼 보안 소켓 레이어를 개발, 출시하였다. 이 프로토콜은 개인화된 안전한 방식으로 애플리케이션들이 네트워크를 통해 통신할 수 있게 하였다. TCP와 같은 신뢰할 수 있는 연결을 사용하는 프로토콜에 보안을 추가할 수 있었지만, HTTP를 가지고 HTTPS를 형성하기 위해 넷스케이프에 흔히 사용되었다.
1996년 말 RFC의 초안 출판과 더불어 SSL 프로토콜이 마침내 FTP에 적용되었다. 그 직후 공식 IANA 포트가 등록되었다. 그러나 RFC는 2005년까지도 완성되지는 못했다.

## 같이 보기
- 시큐어 카피
- SSH 파일 전송 프로토콜 (SFTP)